# Klakar Gornji
Klakar Gornji är ett samhälle i Bosnien och Hercegovina.   Det ligger i entiteten Republika Srpska, i den norra delen av landet, 140 km norr om huvudstaden Sarajevo. Klakar Gornji ligger 105 meter över havet och antalet invånare är 467.
Terrängen runt Klakar Gornji är huvudsakligen platt, men österut är den kuperad.Närmaste större samhälle är Odžak, 17,6 km öster om Klakar Gornji. 
Omgivningarna runt Klakar Gornji är en mosaik av jordbruksmark och naturlig växtlighet. Runt Klakar Gornji är det ganska tätbefolkat, med 72 invånare per kvadratkilometer.